# Tomasz Grysa
Tomasz Krzysztof Grysa (Poznań, 16 de outubro de 1970) é um diplomata e prelado polonês da Igreja Católica pertencente ao serviço diplomático da Santa Sé.

## Biografia
Em 1995 completou a formação no Seminário Arquiepiscopal de Poznań. Recebeu a ordenação presbiteral em 25 de maio de 1995 na Arquicatedral Basílica dos Santos Pedro e Paulo em Poznań pelo arcebispo de Poznań, Jerzy Stroba. Entre os anos de 1997 e 2001, preparou-se para o serviço diplomático na Pontifícia Academia Eclesiástica, que iniciou em 1 de julho de 2001. Também estudou na Pontifícia Universidade Gregoriana, onde obteve o doutorado em direito canônico.
Ingressou no serviço diplomático da Santa Sé em 1 de julho de 2001, e posteriormente atuou nas Representações Pontifícias na Federação Russa (2001-2003), Índia (2003-2008), Bélgica (2008-2011), México (2011-2013), conselheiro no Brasil entre 2013 e 2016, Missão Permanente junto à ONU (Nova Iorque) entre 2016 e 2019, quando vai para o escritório de Israel e para a Delegação Apostólica em Jerusalém e na Palestina.
Em 27 de setembro de 2022, o Papa Francisco o nomeou núncio apostólico para Madagascar e delegado apostólico em Comores com função delegada para as Ilhas Reunião, sendo consagrado como arcebispo titular de Rubicón em 1 de novembro, na Catedral de Poznań, pelas mãos de Pietro Parolin, Cardeal Secretário de Estado, coadjuvado por Stanisław Gądecki, arcebispo de Poznań e por Marek Jędraszewski, arcebispo de Cracóvia.
Em 9 de fevereiro de 2023, foi nomeado núncio apostólico nas Seicheles e em Maurício em 21 de março.
É fluente, além do polonês nativo, em italiano, inglês, espanhol, português, francês e russo.